# Битва на реке Немиге
Битва на реке Неми́ге — сражение периода раннефеодальной монархии в Киевской Руси, произошедшее 3 марта 1067 года на реке Немиге. Описание битвы является первым упоминанием Минска (тогда Менска).

## Предыстория
В 1021 году полоцкий князь Брячислав, внук Владимира Святославича напал на Новгород, и на обратном пути был настигнут киевским князем Ярославом Мудрым (сыном Владимира Святославича) на реке Судоме, разбит здесь его войсками и бежал, оставив пленных и награбленное. В 1021 году был заключён мир, по которому за Брячиславом были закреплены Витебск и Усвяты.
Сын Брячислава полоцкий князь Всеслав по прозвищу Чародей первоначально жил в мире с потомками Ярослава Мудрого, но в 1065 году начал совершать набеги на соседние княжества. По версии белорусского историка Геннадия Семенчука, действия Всеслава были спровоцированы походом великого князя киевского Изяслава Ярославича на эстов в Нижнем Подвинье и обложение их данью. В 1065 году держал в осаде Псков. В 1067 году разбил новгородского князя Мстислава Изяславича (сына Изяслава Ярославича), захватил и разграбил Новгород. В ответ Ярославичи вторглись в Полоцкое княжество, взяли Менск (Минск) и вышли на реку Немигу.

## Ход сражения
Войска сошлись на берегах реки Немиги и 7 дней стояли друг против друга в глубоком снегу. Наконец Всеслав Полоцкий в полнолуние начал атаку, и много воинов пало с обеих сторон. По словам киевского летописца, Всеслав потерпел поражение от трёх Ярославичей — Изяслава Киевского, Святослава Черниговского и Всеволода Переяславского. Битва описана в Слове о полку Игореве:

…На Немизе стелют снопы головами,
Молотят цепами булатными,
Жизнь на току кладут,
Веют душу от тела.
Кровавые бреги Немиги не добром были посеяны,

Посеяны костями русских сынов...
и является одной из крупнейших и наиболее кровавых междоусобных битв на Руси.

## Итоги
По словам киевского летописца, Всеслав потерпел поражение и бежал, но Ярославичи не преследовали его. Через 4 месяца после битвы Ярославичи позвали его на переговоры, целовали крест и обещали безопасность, однако нарушили своё обещание — схватили вместе с двумя сыновьями, отвезли в Киев и заключили в земляную тюрьму. В результате киевского восстания 1068 года Всеслав был освобождён из заключения и ненадолго занял киевский престол. В 1071 году ему удалось вернуть Полоцкое княжество.